# Oligonychus modestus
Oligonychus modestus är en spindeldjursart som först beskrevs av Banks 1900.  Oligonychus modestus ingår i släktet Oligonychus och familjen Tetranychidae. Inga underarter finns listade i Catalogue of Life.